# Mănăstirea Santa María de Sigena
Mănăstirea Regală Santa María de Sigena  (de asemenea Sixena și Sijena) este o mănăstire din secolul al XII-lea situată în Villanueva de Sigena în provincia Huesca din comunitatea autonomă Aragon construită de Sancha de Castilia (regina consortă a lui Alfonso al II-lea din Aragon )  ca mănăstire pentru călugărițe ordinului suveran de Malta . 
Întemeierea Santa Maria de Sigena a avut loc la 23 aprilie 1188, când călugărițele din Ordinul Sfântului Ioan al Ierusalimului au intrat ca „dueñas” sau călugărițe religioase, aparținând în mare parte familiilor din cea mai înaltă aristocrație (regalitatea, nobilimea și plutocrația din Aragon). În curând au format o comunitate cu trei clase sau moșii: sorores sau domne (călugărițe claustre ), iuniores (fete educate de călugărițe, care locuiau în mănăstire) și media cruz (călugărițe ascultătoare și servitoare ale comunității). Până în 1292 mănăstirea Ozenda de Lizana, Urraca de Entenza, Toda Ortiz, Elisenda de Querol și Inés de Benavente au fost priorii mănăstirii Santa Maria de Sigena. Teresa Jiménez de Urrea a fost prioră între 1292 și 1321 și a fost succedată de infanta Blanca, fiica regelui Iacob al II-lea al Aragonului, care a murit în 1348.   Sora infantei Blanca, María, când a rămas văduvă, a luat obiceiurile și s-a retras la mănăstire.

## Istorie

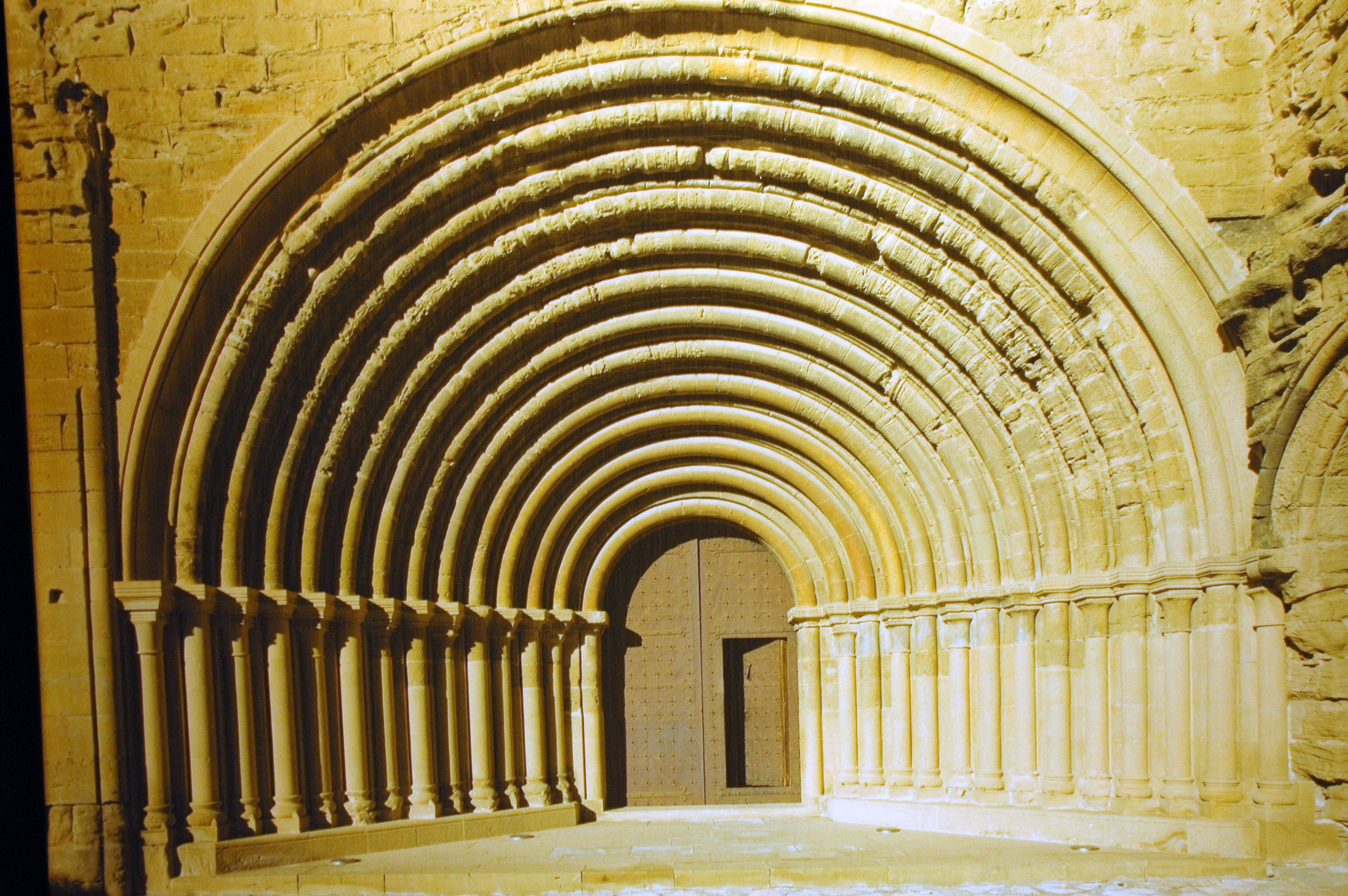
Fațada bisericii mănăstirii, cu paisprezece arhivolte.

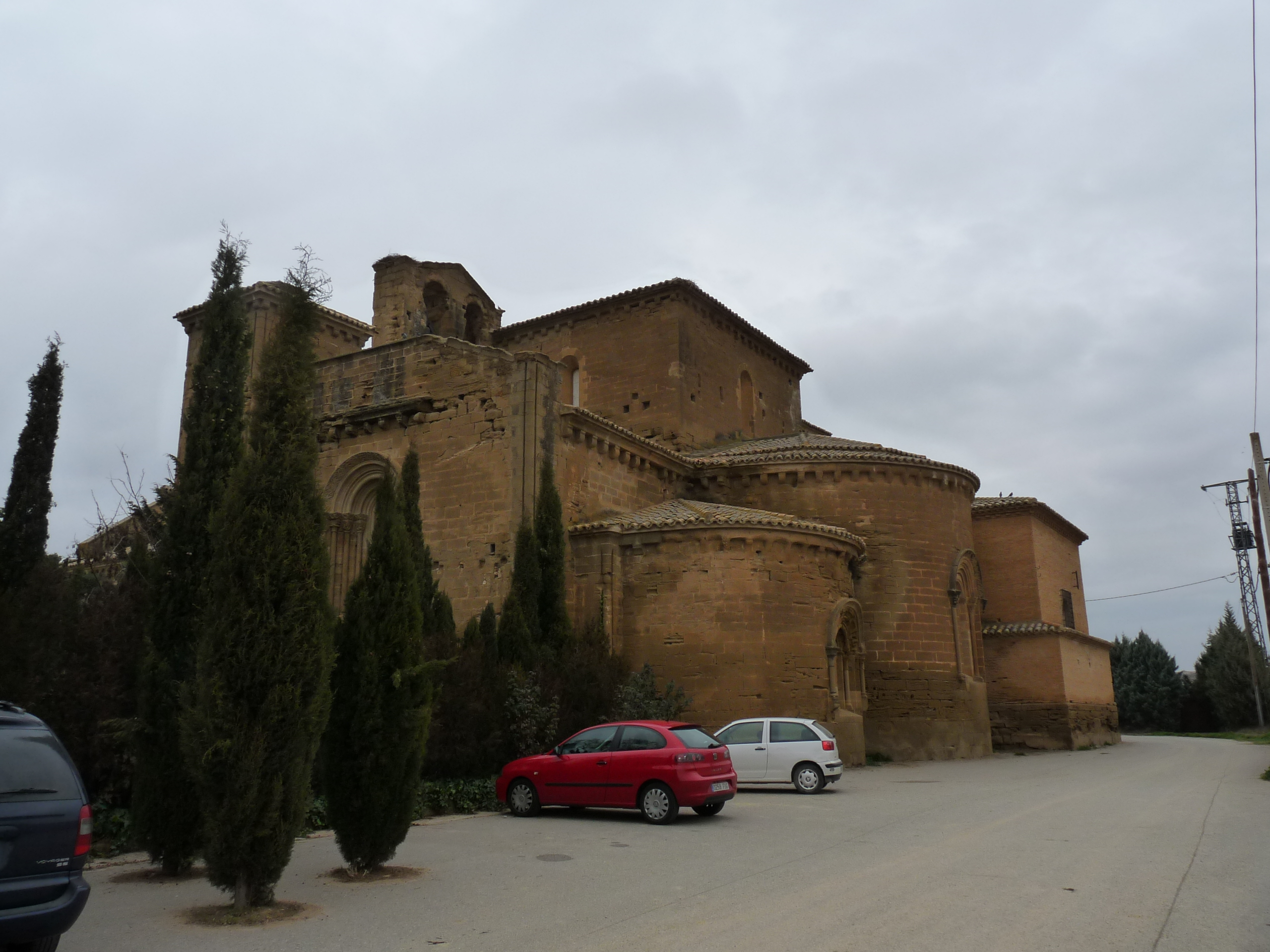
Vedere a absidelor.

Construcția a început în jurul anului 1183 și a fost deja sfințită în 1188 de episcopul Ricardo de Huesca (1187-1201).  dublă mănăstire de călugărițe și călugări, deși de la început stăpânită de preoți. Ctitora, Sancha, a murit în 1208 și a fost înmormântată în mănăstire . Apoi începe o perioadă de criză care se termină doar când Iacob I îi oferă protecția. Pe vremea acestui rege a existat o a doua consacrare documentată în 1258. La mijlocul secolului al XIII-lea revine declinul economic până când, în 1298, Iacob al II-lea îl întâmpină sub protecția sa, începând o nouă eră de splendoare. În timpul priorei Blanca de Aragón, în prima jumătate a secolului al XIV-lea, mănăstirea a fost îmbogățită cu tapiserii, altarele, picturi, mobilier și opere de artă. În lungul interregn care a semnat Compromisul Caspe în 1412, „proprietarii” orașului Sigena s- au alăturat contelui Iacob al II-lea de Urgel .  Rezultatul angajamentului a fost înfrângerea lui Iacob și proclamarea lui Fernando I de Aragon, a casei Trastamara . Noua casă domnitoare, care nu avea nicio legătură cu dinastia fondatoare, a ignorat mănăstirea Sigena.
În timpul secolelor al XVI-lea și al XVII-lea a continuat viața monahală, reglementată în 1588 cu aprobarea cărții Consueta sau a treia regulă, o adaptare a regulii întocmite pentru această mănăstire în 1188 de către episcopul de Huesca, Ricardo. În acei ani, Sigena nu mai era o arhivă sau curte regală și chiar, în secolele XVII și XVIII, viața comunală a dispărut.
Confiscarea din 1835 a privat mănăstirea de majoritatea bunurilor sale și comunitatea a fost nevoită să o abandoneze. Călugărițele s-au întors câțiva ani mai târziu, moment în care au fost efectuate câteva lucrări de reconstrucție.
În august 1936, în mediul anticlerical al celei de-a doua republici și la începutul războiului civil spaniol, mănăstirea a fost arsă și distrusă de milițieni anarhiști aragoniști și catalani, salvând doar biserica romanică și Panteonul Regal. Multe opere de artă au fost distruse sau jefuite și mormintele regilor din Aragon au fost profanate.
Maicile Sfântului Ioan al Ierusalimului părăsesc mănăstirea la începutul anilor 1980. În 1985 a sosit la Sigena un grup de maici din familia monahală din Betleem, din Adormirea Maicii Domnului și din San Bruno, care locuiesc în actuala mănăstire. Din 1950 s-au efectuat lucrări de reconstrucție în biserică, trapeza, sala capitulară și mănăstire .

### Arhiva mănăstirii
Documentele mănăstirii păstrate până în prezent se află în Arhiva Istorică Provincială din Huesca unde au intrat în 1941.  Documentația este alcătuită din suluri, cărți și dosare, datate între 1173 și 1923,  care reflectă istoria mănăstire, funcționarea ei și viața cotidiană a maicilor, prin privilegii acordate mănăstirii, testamente, acte notariale, vânzări, donații etc. De remarcat este seria de dosare de curățare a sângelui (secolele XVII-XVIII) necesare viitoarelor călugărițe înainte de a intra în mănăstire.  Există și cărți care descriu documente de mănăstire datorită cărora sunt cunoscute multe dintre cele care nu au fost păstrate.
Arhiva mănăstirii a adăpostit și documente ale regilor Aragonului de la domnia lui Iacob I până la 1308, anul în care au fost transferate la mănăstirea San Juan de Ierusalim din Barcelona . 

## Arhitectură

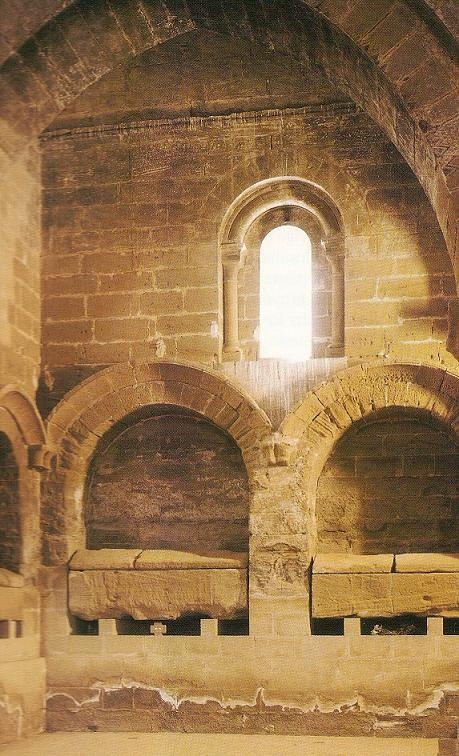
Mormintele regale.

Astăzi, din importantul complex medieval, rămân în picioare doar lăcașul de cult și alte anexe. În curtea mănăstirii se află hanul, ruinele palatului prioral și biserica. La exteriorul acestuia din urmă, iese în evidență fațada în stil romanic, iar lângă ea, un arcosolium astăzi gol. Turnul de semnal a fost construit în secolul al XII-lea și lângă acesta se află un turn dreptunghiular din piatră solid din vechea fortificație. În cap puteți vedea două abside - cea centrală și cea de pe partea Epistolei - și exteriorul panteonului maicilor, din secolul al XVIII-lea.
Interiorul templului, astăzi gol, are un plan de cruce latină, un naos, un transept larg și trei capele absidale la cap. Este acoperit de bolți ascuțite de butoi pe arcuri transversale, iar transeptul este acoperit cu o bolta cu nervuri . Există încă câteva rămășițe ale picturilor care i-au decorat pereții. Panteonul regal stă pe partea stângă a transeptului. De design romanic, găzduiește mormintele din gresie ale reginei Sancha de Castilia (soția lui Alfonso al II-lea de Aragón) și ale copiilor lor, regele Pedro al II-lea, infanta Dulce și contesa Leonor de Aragón . Corul ocupă ultimele trei secțiuni ale corpului bisericii, dar acum este invers și era separat de restul templului printr-un zid baroc monumental.
Claustrul este cea mai degradată parte a complexului, iar aspectul său actual este rezultatul reconstrucției efectuate de Chueca Goitia în 1974. Naosul paralel cu biserica și jumătate din cel care oferă acces la sala capitolă este încă în picioare, din care picturile au fost extrase în 1936 pentru protecția lor în timpul Războiului Civil Spaniol, după ce mănăstirea a fost arsă de trupele republicane din Catalonia și care sunt păstrate în Muzeul Național de Artă al Cataloniei, în Barcelona. Vechiul refector servește acum ca și capelă comunitară. Din alte dependențe trebuie să menționăm rămășițele dormitoarelor călugărițelor și ale palatului prioral.

## Conținut

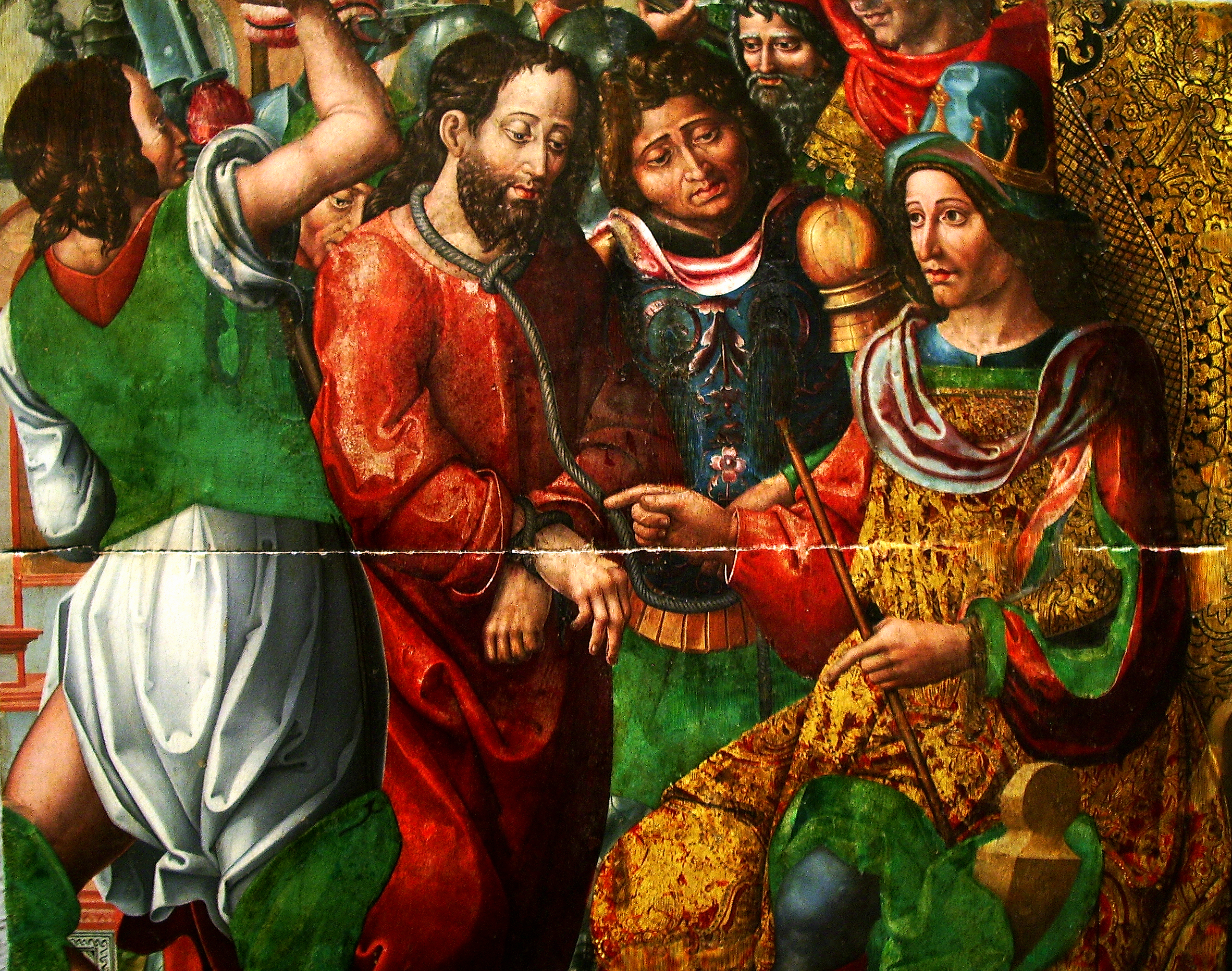
Hristos în fața lui Irod, panoul altarului principal, opera Maestrului din Sigena (Muzeul din Zaragoza).

Mănăstirea a găzduit un număr mare de picturi murale, mobilier și opere de artă, moștenire care a fost pierdută în timpul multelor crize de abandonare și neglijare, dintre care o mare parte s-a pierdut în războiul civil. Picturile din sala capitolului au fost extrase în 1936 pentru protecția lor în timpul Războiului Civil după ce mănăstirea a fost arsă de trupele republicane din Barcelona care l-au asasinat și pe preotul local  și sunt păstrate în prezent în Muzeul Național de Artă a Cataloniei . Acest muzeu este în litigiu de câțiva ani de către Guvernul Aragonului și Consiliul municipal Villanueva de Sijena, care impune ca aceste picturi murale, depuse acolo în 1936, dar pentru care muzeul nu are un titlu de proprietate, să se întoarcă la locul din care Potrivit experților, acestea nu ar fi trebuit niciodată îndepărtate, dar condițiile proaste din acel moment le-au obligat să fie duse la muzeu pentru conservare. Guvernul Aragonului și Consiliul municipal au câștigat deja două procese pentru care Muzeul a fost obligat să returneze zeci de obiecte de la mănăstire fără a lua în considerare starea locației finale. Platforma Sijena Sí luptă pentru executarea sentințelor și bunurile returnate la locul de origine, deși predecesorii și locuitorii din Sijena au fost cei care, cu ajutorul și permisiunea lor, au contribuit la recuperarea lucrărilor și trimiterea lor la muzeu.

### Retablo de la Virgen
Retablo de la Virgen este o operă de tempera pe panou pictată între 1367 și 1381 de un maestru anonim care s-a identificat cu Pere Serra sau cu Jaume Serra. În prezent este păstrat în Muzeul Național de Artă al Cataluniei.

## Conflict asupra bunurilor mănăstirii Sigena

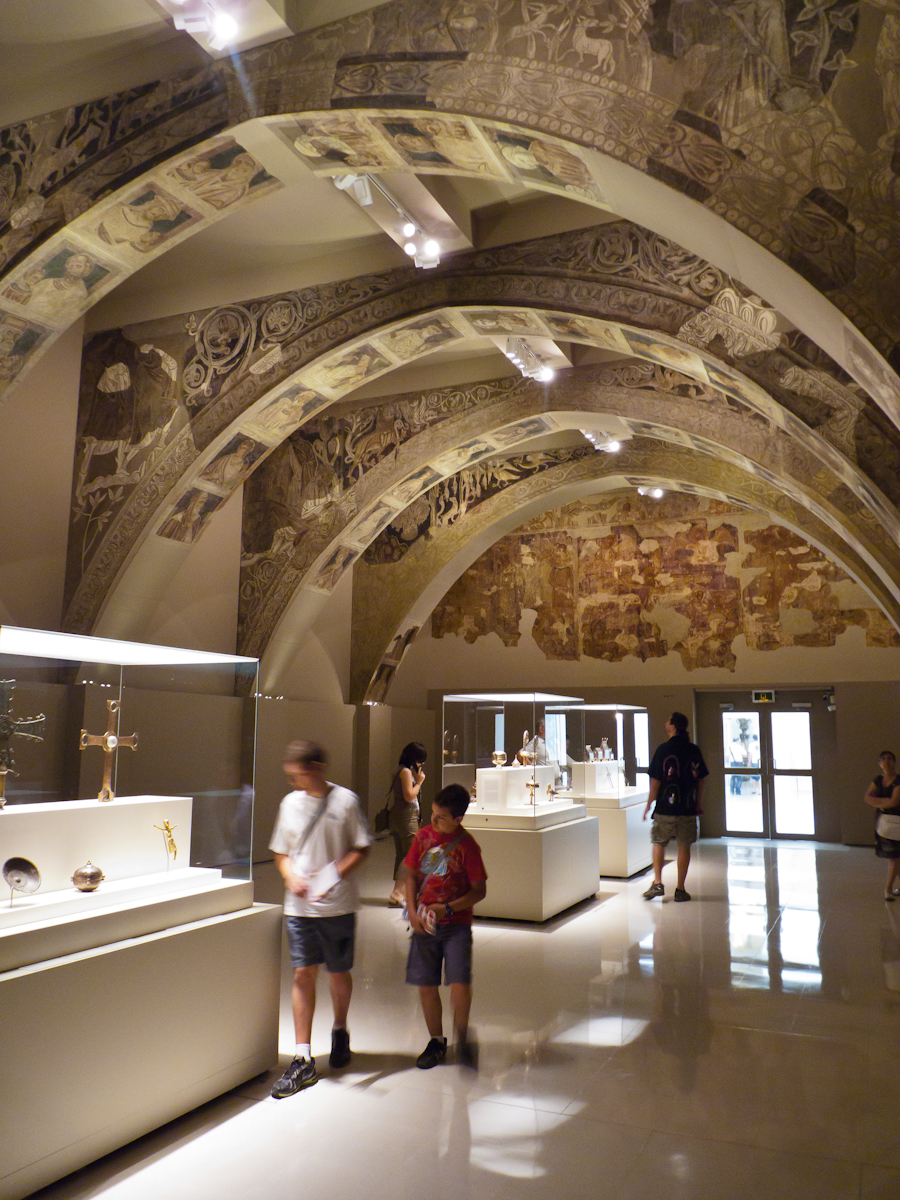
Picturi din sala capitolelor păstrate la Muzeul Național de Artă al Cataloniei.

Când surorile Ordinului Maltei, proprietare ale mănăstirii, au vândut bunurile artistice ale mănăstirii Sigena către Generalitat din Catalonia, a apărut un conflict între guvernele Aragonului și Cataloniei cu privire la aceste bunuri. Vânzările, care aveau permisiunea ecleziastică, au fost realizate în 1982 (44 de bucăți pentru 66 de milioane de peseta) și 1992 și 1995 (52 de bucăți pentru 39 de milioane) și au făcut parte dintr-un schimb de terenuri.
Operațiunile au fost denunțate de Guvernul Aragonului pe motiv că avea dreptul de prim refuz de a achiziționa lucrările.  Potrivit Guvernului Aragonului, unele dintre aceste lucrări au fost achiziționate conform reglementărilor legale. Există un al doilea grup care a fost, de asemenea, dobândit în mod legal de către Generalitat, dar fără a da Aragonului opțiunea de a-și exercita dreptul de prim refuz. În cele din urmă, există un al treilea grup de piese care sunt depozitate și rămân proprietatea comenzii. 

### Hotărârea Curții Constituționale
După 14 ani de deliberări, Curtea Constituțională a emis verdictul, în care era cel mai vechi și mai îndelungat caz al Curții Constituționale, în care a fost de acord cu Catalonia și a declarat cele două dispoziții prezentate de conducătorii aragonieni în 1998 neconstituționale și nule., în care au ridicat dreptul de retragere a acelei comunități.  Cu toate acestea, Hotărârea Curții Constituționale a spus deja că nu a intrat în legalitatea vânzării sau în clasificarea bunurilor.

### Hotărârea instanței nr. 1 din Huesca
Avocatul Jorge Español Fumanal, reprezentând Consiliul municipal Villanueva de Sigena, a continuat să judece și a intentat un proces, împreună cu Guvernul Aragonului, pentru a declara nule vânzarea tezaurului artistic al mănăstirii Sigena. Cererea a fost primită favorabil de Tribunalul de Primă Instanță numărul 1 din Huesca, care prin hotărârea nr. 48/2015 din 8 aprilie 2015 a decretat nulitatea acestor vânzări și reintegrarea respectivei tezaururi artistice vândute Mănăstirii din Sigena, având în vedere că este un monument național indivizibil și, de asemenea, vânzările au fost făcute fără a informa administrațiile care au protejat monumentul, în afară de faptul că nici măcar nu se știa că prețul a fost plătit.
25 septembrie 2015 a fost stabilită ca dată pentru returnarea pieselor, care ar trebui să fie livrate de Generalitatea Cataloniei și de Muzeul Național de Artă al Cataluniei în sediile Mănăstirii Aragoneze în executarea provizorie a pedepsei.  Cu toate acestea, instituțiile catalane nu au respectat sentința.
La 25 februarie 2016, consilierii pentru cultură ai ambelor guverne autonome au anunțat că Catalonia va returna imediat 53 din cele 97 de piese ale mănăstirii, doar cele care nu au fost catalogate, care nu au fost expuse niciodată și care au rămas în diferite depozite.  Cu toate acestea, din cauza opoziției din partea Generalitat, acest acord nu s-a concretizat.
Un nou ordin judecătoresc a stabilit data finală a returnării pe 25 iulie 2016, având în vedere amenzi de 3.000 € pentru fiecare zi de neplată.  Pe 26 iulie, au fost transferate 53 de piese pentru care un acord între administrații fusese deja pe punctul de a se materializa în februarie, în timp ce celelalte 44 de piese au fost ținute la Lleida. 

### Platforma Sijena Sí
La 8 aprilie 2017, a  o platformă cetățenească  care revendică și se mobilizează pentru întosiarcerea la mănăstire a operelor de artă în litigiu.

### Sfârșitul conflictului. Întoarcerea în Aragon
La sfârșitul lunii noiembrie 2017, această dispută a fost soluționată prin ordin al ministrului educației, culturii și sportului, Íñigo Méndez de Vigo, deoarece după aplicarea articolului 155 în Catalonia, pe lângă faptul că este ministru, el este și responsabil cu Ministerul Culturii al Generalității. 
La 11 decembrie 2017, în conformitate cu o hotărâre judecătorească, lucrările au fost mutate din Lleida în Sijena. Ministrul aragonez al culturii, Mayte Martín, a declarat: „Este o zi istorică pentru comunitatea autonomă din Aragon. Ceea ce s-a întâmplat astăzi este că legalitatea a fost respectată și, din acest motiv, s-a făcut dreptate cu poporul aragonez, deoarece a fost săvârșit un act de apărare a identității și a moștenirii lor. "  Transferul a fost înconjurat de o tensiune semnificativă cu un grup de independenți catalani cu vârfuri maxime de până la 300 de oameni protestatari, care s-au înghesuit la intrarea muzeului pentru a face imposibilă părăsirea camionului și autoutilitarei care au servit pentru a duce lucrările la Sijena.  Locuitorii din Sijena au primit marfa în mijlocul urale și exclamații de bucurie.